# Tan muertos como yo
Dead Like Me, conocida en México y España como Tan muertos como yo, es una serie estadounidense de televisión creada por Bryan Fuller sobre un grupo de «parcas» en Seattle, Washington. Está protagonizada por Ellen Muth y Mandy Patinkin. 
Sus 29 capítulos fueron emitidos en 2 temporadas (entre el 27 de junio de 2003 y el 31 de octubre de 2004) por el canal de pago Showtime.

## Sinopsis
Georgia George Lass (interpretada por Ellen Muth), una chica de dieciocho años, es, además de la protagonista de la serie, su narradora. Su personaje muere en el episodio piloto de la serie, dejando atrás a sus padres y a su hermana menor en un punto en el que sus relaciones con ellos eran bastante inseguras. Se ve abocada entonces a convertirse en una "parca", una especie de muerte personificada.
Aprende muy pronto que el trabajo de una parca es retirar el alma de las personas, preferiblemente antes de que mueran, y acompañarla hasta que logren pasar al "otro lado". La serie explora las "vidas" y experiencias de un pequeño grupo de parcas, liderados por Rube (interpretado por Mandy Patinkin), así como los cambios "post-mortem" de Georgia y las reacciones de su familia ante su inesperada muerte.

## Pasado y actualidad de la serie
Fuller, el creador de la serie, abandonó la dirección creativa de la serie para cocrear Wonderfalls. Fue sustituido por el productor ejecutivo John Masius.
En España ha sido emitida un par de veces, la primera por la cadena privada Calle 13, más tarde en la cadena Cuatro y en el canal de cable Sci-Fi. En Latinoamérica fue emitida por el canal de TV Cable Sony Entertainment Television y el canal argentino de cable Space y por aire en Canal 9.
Se acabó de rodar la película, cuya salida directamente en DVD estaba prevista para el 22 de julio de 2008 pero finalmente salió a la venta el 17 de febrero de 2009.

## Episodios

### 1.ª temporada (2003)
| Episodio # | Título original (Inglés) | Título en español          |
| ---------- | ------------------------ | -------------------------- |
| 1          | Pilot                    | Piloto                     |
| 2          | Dead girl walking        | Sentido de la vida         |
| 3          | Curious George           | La curiosidad de Georgia   |
| 4          | Reapercussions           | Repercusiones              |
| 5          | Reaping havoc            | Cosechando estragos        |
| 6          | My room                  | Mi habitación              |
| 7          | Reaper Madness           | Locura mortal              |
| 8          | A cook                   | Un cocinero                |
| 9          | Sunday mornings          | Los domingos por la mañana |
| 10         | Business unfinished      | Asuntos pendientes         |
| 11         | The bicycle thief        | Ladrón de bicicletas       |
| 12         | Nighthawks               | Halcones nocturnos         |
| 13         | Vacation                 | Vacaciones                 |
| 14         | Rest in peace            | Descanse en paz            |

### 2.ª Temporada (2004)
| Episodio # | Título original (Inglés) | Título en español      |
| ---------- | ------------------------ | ---------------------- |
| 1          | Send in the clown        | Que entre el payaso    |
| 2          | The ledger               | El libro mayor         |
| 3          | Ghost story              | Historias de fantasmas |
| 4          | The shallow end          | Aguas poco profundas   |
| 5          | Hurry                    | Date prisa             |
| 6          | In escrow                | En depósito            |
| 7          | Rites of passage         | Derechos de paso       |
| 8          | The escape artist        | Escapistas             |
| 9          | Be still my heart        | Quieto corazón mío     |
| 10         | Death defying            | Desafiando a la muerte |
| 11         | Ashes to ashes           | Cenizas a las cenizas  |
| 12         | Forget me not            | No Me olvides          |
| 13         | Last call                | Última llamada         |
| 14         | Always                   | Siempre                |
| 15         | Haunted                  | Aparecidos             |

### Tan muertos como yo: La película (2009)
AÑO 2009, DURACIÓN 87 min., PAÍS Estados Unidos, DIRECTOR Stephen Herek, GUIÓN Stephen Herek, John Masius

## DVD
| Temporada   | Salida | Información adicional |
| ----------- | --- | --- |
| Temporada 1 | Región 1: 15 de junio de 2004 Región 2: 20 de junio de 2005 (9 de mayo de 2007 en España) Región 4: 12 de julio de 2005 | - Todos los 14 episodios de la primera temporada. - Episodio Piloto comentado por los miembros del reparto.. - Media hora de escenas eliminadas. - Dos cortos de detrás de las cámaras. - Fotogalería. |
| Season 2    | Región 1: 19 de junio de 2005 Región 2: 16 de abril de 2007 (8 de mayo de 2009 en España) Región 4: 18 de julio de 2007 | - Todos los 15 episodios de la segunda temporada. - Escenas eliminadas. - Cortos detrás de las cámaras. - Fotogalería.                                                                                 |

## Transmisiones Internacionales
Tan muertos como yo se retransmite en las siguientes cadenas:
| País | Canal/es                                | Fecha de estreno                                                 |
| --- | --------------------------------------- | ---------------------------------------------------------------- |
| Estados Unidos | Showtime Sci Fi HDNet                   | 25 de junio de 2003 18 de julio de 2006 Mayo de 2006             |
| Canadá | Showcase                                |                                                                  |
| Reino Unido | Sky One                                 |                                                                  |
| América Latina - Argentina - Bolivia - Brasil - Chile - Colombia - Costa Rica - Cuba - Ecuador - El Salvador - Guadalupe - Guatemala - Guayana Francesa - Haití - Honduras - Martinica - México - Nicaragua - Panamá - Paraguay - Perú - Puerto Rico - Quebec - República Dominicana - Venezuela | Sony Entertainment Television Sony Spin | 2011                                                             |
| Uruguay | Space                                   |                                                                  |
| Argentina | Canal 9                                 |                                                                  |
| España | Calle 13 Cuatro Sci Fi                  | 14 de octubre de 2004 12 de noviembre de 2005 1 de junio de 2006 |
| Suecia | SVT2                                    | Enero de 2006                                                    |
| Irlanda | Channel 6                               | 1 de abril de 2006                                               |
| Nueva Zelanda | Prime TV                                | 6 de diciembre de 2006                                           |
| Oriente Medio - Egipto - Irán - Irak - Kuwait - Baréin - Omán - Catar - Arabia Saudita - Yemen - Jordania - Líbano - Siria | América Plus                            |                                                                  |
| Israel | Extra hot                               |                                                                  |
| Australia | FOX8                                    |                                                                  |
| Islandia | Skjár einn                              |                                                                  |
| Corea del Sur | Catch On                                |                                                                  |
| Sudáfrica | Go                                      |                                                                  |
| Croacia | HRT                                     |                                                                  |